# CHAP
CHAP je skraćenica od engleske složenice Challenge-Handshake Authentication Protocol (hrvatski izazovni protokol za ovjeravanje autentičnosti) i rabi se kao protokol u komunikacijskim mrežama (za protokol za komunikaciju od točke do točke PPP). Specifikacije i način rada CHAPa opisane su u RFC 1994. Prednosti CHAPa jest da protokol u sebi ima mehanizam za uspješnije odupiranje uzvratnim napadima od nekog sistema. Kroz redovito povećavanje redni broj izazova koji se šalje sistemu koji se pokušava priključiti, odnosno prilikom ovjeravanja potvrditi korisnički račun i zaporku.